# Jacqueline Hunt
Jacqueline Jackie Hunt (* 27. April 1968 in Johannesburg, Südafrika) war von 2016 bis zum 30. September 2021 als Vorstand für die Ressorts Asset Management und US Life Insurance der Allianz SE verantwortlich.

## Werdegang
Ihre Ausbildung als Chartered Accountant absolvierte sie am South African Institute of Chartered Accountants. An der University of Witwatersrand den Bachelor of Commerce und Bachelor of Accounting. Anschließend hatte sie leitende Positionen bei verschiedenen Unternehmen inne, unter anderem bei Deloitte & Touche, PricewaterhouseCoopers und Aviva. 2013 wurde sie zum CEO bei der Prudential UK and Europe und Vorstandsmitglied der Prudential plc berufen. Von Juli 2016 bis 30. September 2021 war sie im Vorstand der Allianz SE, und damit das zweite weibliche Vorstandsmitglied. Hunt gab ihren Posten nach der Hedgefonds-Affäre bei Allianz Global Investors vorzeitig ab.
Zu ihren Erfolgen wird die Trendwende bei Pimco gezählt. 2017 nahm das Manager Magazin Jackie Hunt in eine Liste von „75 Spitzenfrauen der deutschen Wirtschaft“ auf.
Hunt hat zwei Kinder.